# Sinoïta
La sinoïta és un mineral de la classe dels elements natius. El seu nom reflecteix la seva composició de silici (Si), nitrogen (N) i oxigen (O).

## Classificació
La sinoïta es troba classificada en el grup 1.DB.10 segons la classificació de Nickel-Strunz (1 per a Elements; D per a Carburs i nitrurs no metàl·lics i B per a Nitrurs no metàl·lics; el nombre 10 correspon a la posició del mineral dins del grup). En la classificació de Dana el mineral es troba al grup 1.3.9.1 (1 per a Elements natius i aliatges i 3 per a Semi-metalls i no metalls; 9 i 1 corresponen a la posició del mineral dins del grup).

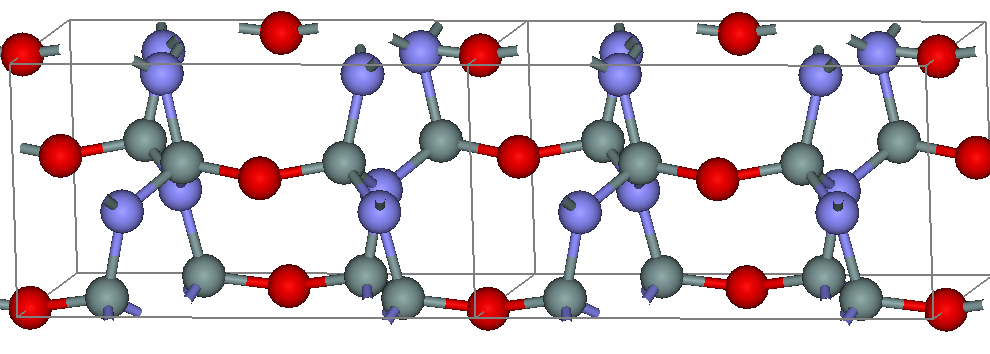
Estructura cristal·lina de la sinoïta. Àtoms: vermell-O, blau-N, gris-Si

## Característiques
La sinoïta és un mineral de fórmula química Si₂N₂O. Cristal·litza en el sistema ortoròmbic. És incolor i la seva lluïsor és vítria.

## Formació i jaciments
S'ha descrit en Europa, Àfrica, Àsia, Austràlia i a l'Antàrtida.